# Europejska Federacja Lekarzy Etatowych
Europejska Federacja Lekarzy Etatowych, FEMS (franc. Fédération Européenne des Médecins Salariés, FEMS; ang. European Federation of Salaried Doctors) – organizacja non profit zajmująca się problemami dotyczącymi warunków pracy i wynagradzania lekarzy.

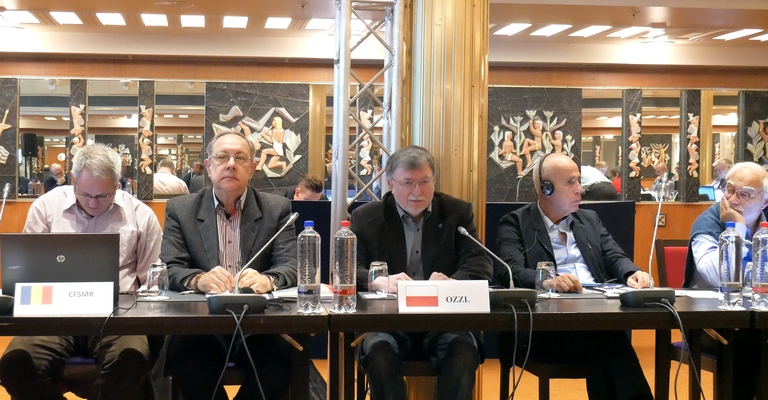
FEMS GA Rotterdam 2017 delegat OZZL R. Kijak

## Historia Federacji
Organizacja została utworzona 29 lutego 1964 pod nazwą European Federation of Community Doctors – Europejska Federacja Lekarzy Lecznictwa Otwartego, jako stowarzyszenie non-profit. Zarejestrowana w Paryżu według prawa obowiązującego we Francji. Na zgromadzeniu plenarnym 22 listopada 1981 uchwalono rozszerzenie profilu działalności i zmieniono nazwę na European Federation of Salaried Doctors – Europejska Federacja Lekarzy Etatowych. Federacja zrzesza reprezentatywne lekarskie organizacje związkowe i korporacyjne z różnych krajów europejskich, posiadające zdolność negocjowania układu zbiorowego pracy dla grupy lekarzy, której są przedstawicielem. Siedziba znajdowała się w Paryżu, następnie przeniesiona do Brukseli.  Środki finansowe pochodzą ze składek wpłacanych przez organizacje członkowskie. Wybierany na 3-letnią kadencję zarząd tworzą: prezydent, dwaj wiceprezydenci, sekretarz generalny, zastępca sekretarza generalnego i skarbnik.

## Prezydenci FEMS w XXI wieku
- Antony Bertrand (2002-2006)
- Claude Wetzel (2006-2012)
- Enrico Reginato (2012-2018)
- Joao de Deus (2018-nadal)

## Obszary zainteresowania
Obrona interesów europejskich lekarzy, a w szczególności etatowych, w następujących dziedzinach: warunki pracy, warunki bezpieczeństwa i higieny, warunki zdrowotne; czas pracy; wynagrodzenie; odpowiedzialność zawodowa lekarza i ochrona przed ryzykiem zawodowym; doskonalenie zawodowe i jego finansowanie; udział w realizacji polityki zdrowotnej na poziomie europejskim; spory zbiorowe, układy zbiorowe pracy; współpraca z innymi organizacjami lekarskimi; prowadzenie różnych form akcji i protestów.

## Organizacje należące do FEMS (kwiecień 2021)
Austria: Österreichische Ärztekammer; VLKÖ Verband der Leitenden Krankenhausärzte Österreichs. Belgia: GBS-VBS Groupement des Unions professionnelles Belges de Médecins Spécialisés. Bułgaria: Bulgarian Medical Association. Chorwacja: HLS Hrvatski Lijecnicki Sindikat. Czechy: LOK-SCL Lékarsky Odborovy Klub-Svaz Ceskych Lékaru. Francja: UNMS Union Nationale des Médecins Salariés. SNPHAR-E Syndicat National des Praticiens Hospitaliers Anesthésistes-Réanimateurs; FPS La Fédération des Praticiens de Santé. Hiszpania: CESM Confederacion Estatal De Sindicatos Medicos. Holandia: LAD Landelijke Verenigung van Artsen in Dienstverband. Polska: OZZL Ogólnopolski Związek Zawodowy Lekarzy. Portugalia: FNAM Federaçao Nacional dos Medicos Zona Centro; FNAM Federaçao Nacional dos Medicos Zona Sul; FNAM Federaçao Nacional dos Medicos Zona Norte; SIM Sindicato Independente dos Medicos. Ordem Dos Medicos. Rumunia: RFCPTU-CFSMR. Słowenia: FIDES Sindikat Zdravnikov in Zobozdravnikov Slovenie. Turcja: Turkish Medical Union / Istanbul Medical Chamber. Turecka Republika Północnego Cypru: Cyprus Turkish Medical Association; Turkish Cypriot Physicians Union. Włochy: AAROI-EMAC; ANPO Associazione Nazionale Primari Ospedalieri; ANAAO-ASSOMED; SNR Sindicato Nazionale Area Radiologica.

## Zgromadzenia plenarne
Delegaci spotykają się co pół roku na zgromadzeniach plenarnych (General Assembly, GA), omawiając wspólne problemy związane z pracą i wynagradzaniem lekarzy, wymieniając się doświadczeniami, planując skoordynowane działania oraz przedstawiając sytuację lekarzy w swoich krajach. Na posiedzeniach plenarnych poszczególne organizacje należące do FEMS prezentują raporty na temat bieżącej sytuacji lekarzy w ich krajach.

## Współpraca z innymi organizacjami
- AEMH (European Association of Hospital Physicians)
- CEOM (European Council of Medical Orders)[5]
- CPME (Standing Committee of European Doctors)
- EANA (European working group of practitioners and specialists in free practice)
- EJD (European Junior Doctors)
- EPSU (European Federation of Public Service Unions)
- JAHWPF (Joint Action Health Workforce Planning and Forecasting)
- UEMO (European Union of General Practitioners)
- UEMS (European Union of Medical Specialists)

## Ogólnopolski Związek Zawodowy Lekarzy w FEMS
Od 2005 członkiem FEMS jest Ogólnopolski Związek Zawodowy Lekarzy (OZZL). Stałym przedstawicielem OZZL w FEMS jest Ryszard Kijak, który w kadencji 2009–2012 był członkiem zarządu FEMS pełniąc funkcję zastępcy sekretarza generalnego (Deputy Secretary General). Obok niego delegatami byli kolejno: Stefan Żarko-Matuszewski, Stanisław Urban (zastępca sekretarza generalnego FEMS w kadencji 2012-2015), a następnie Natalia Sot-Muszyńska. OZZL był dwukrotnym organizatorem zgromadzeń plenarnych FEMS – w Warszawie w 2008 i w Krakowie w 2015. W 2008 przewodniczący FEMS Claude Wetzel gościł na X Krajowym Zjeździe Delegatów OZZL.
15 grudnia 2008 ponad stuosobowa delegacja OZZL wzięła udział w inspirowanej przez FEMS demonstracji przedstawicieli lekarzy ze wszystkich krajów Unii Europejskiej przed gmachem Parlamentu Europejskiego w Strasburgu. Celem demonstracji był sprzeciw wobec niektórych planowanych zmian w treści dyrektywy UE o czasie pracy. Protest zakończył się sukcesem: Parlament Europejski przyjął rozwiązania, o które upominali się lekarze, tym samym zajął przeciwne stanowisko niż rządy państw, czyli Rada Europy.
15 maja 2014 w wielu krajach FEMS zorganizował Action Day: Dzień protestu europejskich lekarzy, z żądaniami zagwarantowania satysfakcjonującego finansowania opieki zdrowotnej wysokiej jakości dla wszystkich obywateli Europy, powstrzymania korupcji, zaprzestania represji wobec lekarzy w niektórych krajach i zapewnienia godnego wynagrodzenia oraz godnych warunków pracy dla wszystkich europejskich lekarzy. Do Warszawy przybyli w tym dniu delegaci FEMS z Czech, Słowacji i Węgier, którzy wraz z członkami OZZL wzięli udział w pikiecie pod siedzibą Ministerstwa Zdrowia.